# Jeannette Witte
Jeannette Witte (ur. 20 lutego 1970 w Oosterend) – holenderska narciarka, specjalistka narciarstwa dowolnego. Zajęła 13. miejsce w balecie narciarskim na mistrzostwach świata w Altenmarkt w 1993 roku. Zajęła także 10. miejsce w tej samej konkurencji na igrzyskach olimpijskich w Albertville, jednak były to tylko zawody pokazowe. Najlepsze wyniki w Pucharze Świata osiągnęła w sezonie 1993/1994, kiedy to zajęła 18. miejsce w klasyfikacji generalnej, a w klasyfikacji baletu była piąta.
W 1998 r. zakończyła karierę.

## Osiągnięcia

### Mistrzostwa świata
| Miejsce | Dzień     | Rok  | Miejscowość | Konkurencja      | Zwycięzca       |
| ------- | --------- | ---- | ----------- | ---------------- | --------------- |
| 16.     | 11 lutego | 1991 | Lake Placid | Balet narciarski | Ellen Breen     |
| 13.     | 12 marca  | 1993 | Altenmarkt  | Balet narciarski | Ellen Breen     |
| 22.     | 17 lutego | 1995 | La Clusaz   | Balet narciarski | Jelena Batałowa |

### Puchar Świata

#### Miejsca w klasyfikacji generalnej
- sezon 1990/1991: 57.
- sezon 1991/1992: 39.
- sezon 1992/1993: 22.
- sezon 1993/1994: 18.
- sezon 1994/1995: 26.
- sezon 1995/1996: 40.
- sezon 1996/1997: 51.
- sezon 1997/1998: 75.

#### Miejsca na podium
1. Piancavallo – 14 grudnia 1993 (Balet) – 3. miejsce
2. Piancavallo – 14 grudnia 1993 (Balet) – 3. miejsce
3. Le Relais – 28 stycznia 1994 (Balet) – 3. miejsce
4. La Clusaz – 2 lutego 1994 (Balet) – 3. miejsce
5. Altenmarkt – 9 lutego 1995 (Balet) – 3. miejsce

- W sumie 5 trzecich miejsc.